# Quint Coti Aquil·les
Quint Coti Aquil·les (en llatí Quintus Cotius Achilles) va ser un militar romà del segle ii aC.
El renom d'Aquil·les li va ser donat per la seva valentia quan era legat del cònsol Quint Cecili Metel Macedònic en la seva campanya contra els celtibers a Hispània Citerior l'any 143 aC i es va distingir matant a dos enemics en un combat singular.